# Мечислав Лазарський
Мечислав Лазарський (пол. Mieczysław Łazarski; 1 січня 1852, Єлесня, коло Живця — 7 травня 1930, Краків) — польський науковець, доктор філософії Львівського університету, професор нарисної геометрії, у 1896—1897 роках — ректор Львівської політехніки, на той час Вищої політехнічної школи.

## Біографія
Народився 1 січня 1852 року в Єлесні (нині Сілезьке воєводство, Польща). Навчався в Краківській гімназії. У 1874 році отримав диплом інженера, закінчивши Політехніку в Карлсруе. Викладав у Станіславській (зараз м. Івано-Франківськ) реальній школі та з 1885 року в 4 гімназії м. Львова. Ступінь доктора філософії отримав у 1883 році у Львівському університеті.
З 1886 року працював у Львівській політехнічній школі на кафедрі технічної хімії спочатку приватним доцентом нарисної геометрії, з 1887 року — надзвичайним, а з 1889 року — звичайним професором. Наукову роботу вів у галузі синтетичної та нарисної геометрії. Автор більш ніж 20 наукових праць.
Неодноразово був деканом різних відділень Львівської політехнічної школи, а саме: в 1889—1894 роках — будівельного відділення, а в 1894—1895 роках — архітектурного (перший декан відділення). У 1896/97 навчальному році був обраний ректором Політехнічної школи. В 1911 році залишив роботу у зв'язку з важким станом здоров'я. У 1926 році отримав титул почесного професора Львівської політехніки. Мечислав Лазарський брав активну участь у науковому та громадському житті міста Львова.
Помер 7 травня 1930 року у Кракові.